# Wishlist (webserie)
Wishlist is een mystery-internetserie van de Duitse publieke omroep Funk uit 2016. De webserie wordt getoond op de Funk-website en op het eigen YouTube-kanaal met meer dan 150.000 abonnees. De doelgroep zijn 14 tot 29-jarigen. De eerste uitzending van het hele eerste seizoen, geknipt als een film van 159 minuten, vond plaats in de nacht van 16 op 17 december 2017 op Das Erste. De plaats van actie is voornamelijk Wuppertal.

## Verhaal
Mira is 17 en een eenling. Als ze door een onbekend nummer wordt uitgenodigd voor de app Wishlist ("verlanglijst") denkt ze dat het spam is. Maar Wishlist biedt u de mogelijkheid om aan elke wens te voldoen, waarvoor echter een afweging moet worden gemaakt, die afhankelijk is van de betreffende wens en varieert van eenvoudig tot bijna niet haalbaar en eerst door de app moet worden berekend. De wensen en eisen worden veeleisender en de zaak loopt uit de hand met steeds grotere gevolgen. Mira besluit daarom om Wishlist met haar vier vrienden te vernietigen door te wensen dat ze zichzelf vernietigen. Je krijgt de taak om de inhoud van een kluisje in een stad in Polen te vernietigen. Daarbij doen ze echter verwoestende ontdekkingen.

## Afleveringslijst

### Seizoen 1
| Nr. (in serie) | Nr. (in seizoen) | Titel aflevering             | Uitzenddatum Duitsland |
| -------------- | ---------------- | ---------------------------- | ---------------------- |
| 1              | 1                | Dein Wunsch ist mir Befehl   | 26 oktober 2016        |
| 2              | 2                | Ein spektakulär fetter Abend | 26 oktober 2016        |
| 3              | 3                | Ärger im Paradies            | 3 november 2016        |
| 4              | 4                | Ein Traum wird wahr          | 10 november 2016       |
| 5              | 5                | Schluss mit lustig           | 17 november 2016       |
| 6              | 6                | In der Falle                 | 24 november 2016       |
| 7              | 7                | Nie wieder Wishlist          | 1 december 2016        |
| 8              | 8                | Hallo ich bin Wish           | 8 december 2016        |
| 9              | 9                | Letzte Warnung               | 15 december 2016       |
| 10             | 10               | Deine Aufgabe wurde erfüllt  | 29 december 2016       |

### Seizoen 2
Het tweede seizoen werd in de zomer van 2017 opgenomen in Wuppertal en begon op 14 december 2017 op YouTube en Amazon Prime Video. De eerste twee afleveringen verschenen tegelijk met YouTube op Amazon Prime Video, en vanaf de derde aflevering altijd een week later.
| Nr. (in serie) | Nr. (in seizoen) | Titel aflevering               | Uitzenddatum Duitsland |
| -------------- | ---------------- | ------------------------------ | ---------------------- |
| 11             | 1                | Die Beta-Phase ist vorbei      | 15 december 2017       |
| 12             | 2                | Was hat Dustin sich gewünscht? | 21 december 2017       |
| 13             | 3                | Im Herzen von Wishlist         | 28 december 2017       |
| 14             | 4                | Bist du dabei?                 | 4 januari 2018         |
| 15             | 5                | Greift zu den Waffen!          | 11 januari 2018        |
| 16             | 6                | Eine wunderbare Nacht          | 18 januari 2018        |
| 17             | 7                | Die Luft wird knapp            | 25 januari 2018        |
| 18             | 8                | Ich hab's doch gewusst         | 15 maart 2018          |
| 19             | 9                | Die Waffe gegen Wishlist       | 22 maart 2018          |
| 20             | 10               | R.I.P.                         | 29 maart 2018          |
| 21             | 11               | Jeder könnte der nächste sein  | 5 april 2018           |
| 22             | 12               | Das Ende von allem             | 12 april 2018          |

## Productie

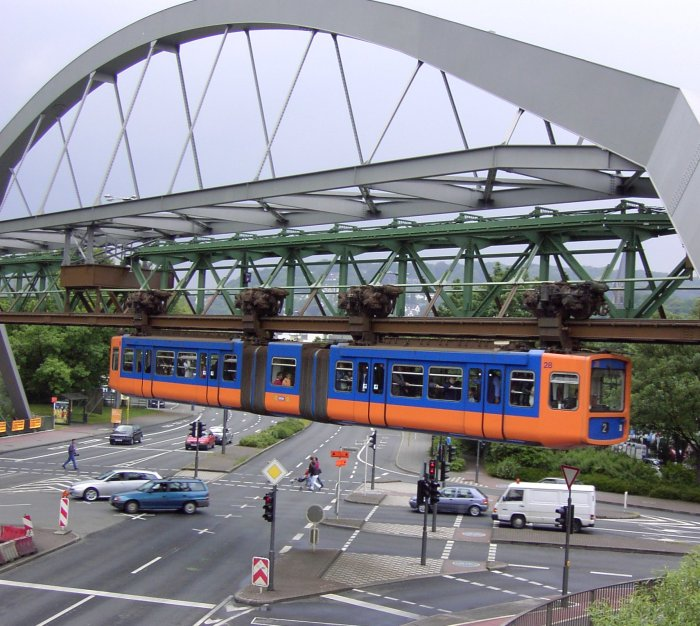
De serie is onder meer opgenomen in Wuppertal

De opnamelocaties waren Wuppertal, Keulen en omgeving. Regisseur is Marc Schießer en auteur en bedenker van de serie is Marcel Becker-Neu, die ook een hoofdrol speelt (Dustin) en optreedt als cameraman, media-actiekunstenaar en muzikant. De producers zijn Marc Schießer, Marcel Becker-Neu en Christina Ann Zalamea, die onder haar pseudoniem en YouTube-kanaal Hello Chrissy ook video's op YouTube publiceert. Het productiebedrijf Outside The Club heeft uitgebreid materiaal gepubliceerd over Wishlist op haar website.
Het team is grotendeels even oud als de doelgroep. Becker-Neu rechtvaardigt het besluit om Wuppertal als filmlocatie te gebruiken met het feit dat er kosten bespaard worden, het grootste deel van het team daar woont en de stad nog niet zo "cinematisch gebruikt" wordt als het is. B. Berlijn. Ondanks marketing hadden ze geen toestemming gekregen om in de nieuwe wagons van de hangbaan te filmen; Ze vroegen dus niet vanaf het begin naar het gebruik van de oude wagons. Filmlocaties in Wuppertal zijn z. B. Cinemaxx, het BOB-Kulturwerk in Wichlinghausen, het dak van de City-Arkaden, het treinstation van Wuppertal-Unterbarmen en de steengroeve Oetelshofen.
De meeste makers van het kernteam leerden filmen kennen bij het Medienprojekt Wuppertal. Er werd in totaal 44 dagen geschoten. Becker benadrukt dat het voor het bereiken van authenticiteit en geloofwaardigheid belangrijk was om politieke correctheid op de achtergrond te plaatsen. Het is opgenomen in 4K om een speciale look te creëren, zegt Becker-Neu.

## Rolverdeling
Hoofdrollen
- Vita Tepel - Mira Wolf
- Michael Glantsching - Casper Steiner
- Jeanne Goursaud - Janina Nowak
- Jung Ngo - Kim Nquyen
- Marcel Becker-Neu - Dustin Werther
- Yvonne Yung Hee Bormann - Norma Jean
- Penelope Frego - Jolina del Fonte
- Charles Rettinghaus - Niklas
- Dagi Bee - Angie
- Christina Ann Zalamea - Wish
- Niklas Löffler - App-ontwikkelaar
- Anja Kling - Mevrouw dr. Christiane Werther

De cast van acteurs omvat zowel acteurs als webvideoproducenten zoals Dailyknoedel, Dagi Bee, Davis Schulz, Hello Chrissy (bourgeois Christina Ann Zalamea), John Youk, Soraya Ali, MrTrashpack evenals Hauke Gerdes en Fynn Kliemann uit Kliemannsland.

## Ontvangst
Der Spiegel vergelijkt het duivelspact in de serie, die wordt geactiveerd door de app, met werken als Faust, Dorian Gray of Timm Thaler en prijst de futuristische, stedelijke weergave van de Wuppertal-hangbaan; maar bekritiseert ook de “alomvattende jeugdigheid” die voortkomt uit de gebruikte jeugdtaal, WhatsApp-spraakberichten en Snapchat-snippets als dramaturgische boodschapperrapportage, YouTubers als acteurs, evenals humoristische scènetoespelingen en die het oudere publiek stoort of niet wordt begrepen door hen.
De taz vergelijkt het sterrenbeeld van de vijf vrienden meer met Amerikaanse sitcoms als Friends of How I Met Your Mother dan met werken van bijvoorbeeld Enid Blyton en prijst het feit dat de Duitse publieke omroep de jonge doelgroep heeft bereikt en daarmee de negatieve reputatie dat Verwaarlozing van een jeugdig publiek dit tegengaat.
Die Welt schrijft dat de serie kritiek heeft op het gebruik van nieuwe media en het mediagedrag van jongeren.
Naast deze goede benaderingen uit het industrieportaal DWDL sterke kritiek op het script, dat maar al te vaak de rode draad verliest, zij het in trivialiteiten of in dialogen die veel te dicht bij de "generatie van buitenlandse schaamte" worden gehouden, zodat men krijgt nauwelijks van het verhaal kan echt worden vastgebonden.

## Prijzen
- 2017: Winnaar van de Deutscher Fernsehpreis de categorie Förder-/Nachwuchspreis[15]
- 2017: Winnaar van Grimme-Preis voor de categorie Kinderen en jongeren[16]
- 2017: Winnaar van de Duitse crossmediale programma-innovaties voor de categorie Online[17]
- 2017: Winnaar van de Duitse webvideo award voor de categorie Online Best Video of the Year
- 2018: Genomineerd voor de Duitse webvideo award voor de categorie Online Best Video of the Year[18]